# بازنت

لوگوی رسمی بازنت

بازنت (انگلیسی: Buzznet)، یک رسانه‌اجتماعی اینترنتی است که بر روی آن عکس، خبر و کلیپ به اشتراک گذاشته می‌شود. بازنت در سپتامبر ۲۰۱۶ به عنوان زیرمجموعه اسپین‌مدیا شروع به فعالیت کرد اما اکنون امتیاز آن متعلق به هایو مدیا است. بازنت پلتفرمی است که اعضای آن قادر هستند موضوعات مورد علاقه خود را به روش‌های مختلف با دیگران به اشتراک بگذارند.